# Rasa del Molí de Moixons
La Rasa del Molí de Moixons és un torrent afluent per l'esquerra de la Rasa de la Rovira que neix a poc més de 800 m. al nord-oest de la masia de Casacremada (Pinós).

## Termes municipals que travessa
La Rasa del Molí de Moixons transcorre íntegrament pel terme municipal de Pinós (Solsonès).

## Xarxa hidrogràfica
La xarxa hidrogràfica de la Rasa del Molí de Moixons està constituïda per 20 cursos fluvials que sumen una longitud total de 15.522 m.

### Distribució municipal
El conjunt de la xarxa hidrogràfica de la Rasa del Molí de Moixons transcorre pels següents termes municipals: